# Кисэносато, Ютака
Ютака Кисэносато (яп. 稀勢の里 寛 Кисэносато Ютака, род. 3 июля 1986, префектура Ибараки, Япония) — бывший японский профессиональный сумоист, 72-й ёкодзуна. Был одним из сильнейших японских борцов в верхней лиге макуути. Настоящее имя — Ютака Хагивара. Первый действующий японский ёкодзуна после 2003 года, когда завершил карьеру Таканохана, и первый японец, получивший звание ёкоздуны после 1998 года, когда оно было присвоено Ваканохане. Объявил об отставке в январе 2019 года, не сумев восстановиться после травм.

## Краткое описание карьеры
В школе преуспевал как бейсболист. Совмещал учёбу в старших классах с тренировками в сильной комнате Наруто. По окончании школы поступил в хэя и очень быстро прогрессировал: достиг Дзюрё в 17-летнем возрасте, победив в макусита. По достижении им макуути его прогресс замедлился, и до 2010 года уровень борца колебался между санъяку и старшими рядовыми борцами. Несколько лет оставался главной «японской надеждой». В 2010 году он закрепляется в санъяку, а в конце 2011 года становится одзэки. Большим достижением борца стала победа над Хакухо в ноябре 2010 года, когда Кисэносато прервал победную серию Хакухо из 63 побед подряд. По результатам опроса газеты «Никкан Спорт», после майского турнира 2012 года он являлся самым популярным сумотори в Японии.
На майском басё 2013 года претендовал на победу почти до самого конца турнира, но уступил в двух завершающих схватках Хакухо и Котосёгику, завершив турнир с результатом дзюн-юсё (вице-чемпион). Тем не менее, глава комитета по выборам ёкодзун Хидоси Утияма заявил, что в случае, если на следующем турнире Кисэносато одержит не менее 14 побед, он сможет претендовать на звание ёкодзуны, даже если не завоюет Императорский кубок. Ранее глава Ассоциации сумо Китаноуми заявил, что присвоение высшего звания Кисэносато возможно в случае победы на июльском турнире с результатом не хуже 13-2. На июльском турнире Кисэносато вновь добился дзюн-юсё, но одержал лишь 11 побед и утратил неформальное звание цунатори (претендента на звание ёкодзуна).
Кисэносато был самым стабильным из одзэки своего времени. В этом ранге он добился более двадцати раз двухзначного результата, но несмотря на то, что он становился вторым на 12 турнирах, он долгое время не мог выиграть ни одного кубка, пока, наконец, в первом басё 2017 года, Кисэносато не завоевал свой первый кубок Императора.
На мартовском турнире 2016 года он одержал 13 побед и также занял второе место. Ему было обещано продвижение в ёкодзуны, если он сможет одержать победу на майском турнире. В мае 2016 года он начал отлично, одержав 12 побед подряд, однако в тринадцатый день проиграл в личной схватке с Хакухо, а в последующие дни проиграл ещё и Какурю. Однако этот результат оставил в силе надежды Кисэносато на продвижение в ёкодзуны на следующем июльском турнире. На июльском турнире Кисэносато снова занял второе место, третий раз подряд, но сохранил свои шансы на продвижение в ёкодзуны на сентябрьском турнире. Однако, будучи четвёртый раз претендентом на продвижение в ёкодзуны (Июль 2013, Январь 2014, Июль 2016 и Сентябрь 2016), Кисэносато так и не смог завоевать кубок Императора и, следовательно, стать ёкодзуной. На этом турнире он был подвергнут критике со стороны председателя совета по продвижению в ёкодзуны за то, как он проиграл Харумафудзи в тринадцатый день турнира, после чего потерял теоретические шансы на кубок Императора: «То, как он проиграл Харумафудзи, делает его недостойным рекомендации (к продвижению)» В 2016 он одержал больше побед, чем любой другой боец в этом году (69 побед против 67 у Харумафудзи и 62 у Хакухо), но так и не смог выиграть ни одного турнира. Кисэносато стал первым борцом в современном сумо, установившим такой результат. В 2016 году Кисэносато становился вторым 4 раза.
В январе 2017 выиграл турнир с результатом 14-1 и по решению Ёкосина стал ёкодзуной. Турнир он начал очень хорошо одержав 8 побед подряд, однако на девятый день неожиданно проиграл Котосёгику, для которого этот турнир складывался крайне неудачно. Однако, все последующие схватки Кисэносато выиграл, включая поединок с Хакухо в 15 день турнира.
Следующий мартовский турнир 2017 года также удалось выиграть Кисэносато. Таким образом, он стал первым за 22 года ёкодзуной, которому удалось выиграть свой дебютный турнир в статусе ёкодзуны. Ничего не предвещало беды, Кисэносато выиграл первых двенадцать своих поединков и уверенно лидировал, однако на 13 день он потерпел поражение от неудачно выступавшего на этом турнире Харумафудзи, при этом он неудачно упал на левое плечо и получил травму, после которой даже не смог самостоятельно подняться. Таким образом, появилась вероятность, что он не сможет продолжить турнир и, следовательно, завоевать кубок Императора. На следующий день Кисеносато проиграл ещё и Какурю и потерял лидерство, уступив его Тэрунофудзи. В последний день турнира они встретились между собой. Кисэносато одержал победу над Тэрунофудзи, а потом ещё и вторую в дополнительном финале, таким образом выиграв второй кубок Императора подряд. Сразу после окончания турнира было объявлено, что Кисэносато выбывает из-за этих травм на месяц; впоследствии он смог провести до конца только один турнир (в сентябре 2018 года). 
Сентябрьский турнир 2017 года он также пропустил из-за травмы. Ноябрьский турнир 2017 года и январский 2018 Кисэносато также завершил досрочно, и следующие 3 турнира 2018 года он пропустил. После того, как на ноябрьском турнире он, проиграв 4 схватки подряд, снова снялся из-за повреждённого колена, ёкосин (комитет по делам ёкодзун), единогласно вынес Кисэносато «воодушевление», отметив, что он уже долгое время не демонстрирует должную силу. Комитет имеет полномочия давать оценку выступлениям ёкодзун вплоть до обязательной к исполнению «рекомендации» выйти в отставку. Начало январского турнира 2019 года тоже получилось неудачным. Потерпев три поражения подряд, Кисэносато довёл свою безвыигрышную серию до 8 схваток, начиная c последнего дня сентябрьского басё 2018 года (без учёта технических поражений). Это является худшим результатом для ёкодзуны с 1949 года, когда были введены 15-дневные турниры. Утром четвёртого дня басё Кисэносато объявил о завершении карьеры. После отставки он начал работу в школе Тагоноура в качестве младшего тренера. В 2021 году Кисэносато получил разрешение открыть собственную школу Араисо.
В 2022 году школа была переименована в Нисёносэки, а Кисэносато принял в качестве старейшины (тосиёри) Японской ассоциации сумо имя Нисёносэки-ояката.

## Стиль борьбы
Силовой, с теснением и бросками. Излюбленный захват — поверх левой соперника. Изредка применял нодова (атака с упором ладони в горло соперника) и цуппари (атака толчками в корпус с обеих рук).

## Результаты с дебюта в Макуути
| Год в сумо | Январь Хацу басё, Токио            | Март Хару басё, Осака                             | Май Нацу басё, Токио                              | Июль Нагоя басё, Нагоя                            | Сентябрь Аки басё, Токио                          | Ноябрь Кюсю басё, Фукуока    |
| --- | ---------------------------------- | ------------------------------------------------- | ------------------------------------------------- | ------------------------------------------------- | ------------------------------------------------- | ---------------------------- |
| 2004 | x                                  | x                                                 | x                                                 | x                                                 | x                                                 | Маэгасира #16 запада 9–6     |
| 2005 | Маэгасира #12 востока 6–9          | Маэгасира #15 запада 8–7                          | Маэгасира #11 запада 5–10                         | Маэгасира #15 запада 7–8                          | Маэгасира #16 запада 12–3 Д                       | Маэгасира #5 востока 5–10    |
| 2006 | Маэгасира #9 востока 8–7           | Маэгасира #7 востока 10–5                         | Маэгасира #1 востока 8–7                          | Комусуби запада 8–7                               | Комусуби востока 8–7 В                            | Комусуби востока 8–7         |
| 2007 | Комусуби востока 7–8               | Маэгасира #1 востока 6–9                          | Маэгасира #3 запада 6–9                           | Маэгасира #6 запада 11–4                          | Комусуби востока 6–9                              | Маэгасира #2 востока 9–6     |
| 2008 | Маэгасира #1 востока 10–5 В★       | Комусуби востока 8–7                              | Комусуби востока 10–5 Д                           | Комусуби востока 6–9                              | Маэгасира #2 востока 6–9 ★                        | Маэгасира #4 востока 11–4    |
| 2009 | Комусуби востока 8–7               | Сэкивакэ запада 5–10                              | Маэгасира #4 востока 13–2 Д                       | Сэкивакэ запада 9–6                               | Сэкивакэ востока 7–8                              | Комусуби востока 6–9         |
| 2010 | Маэгасира #3 запада 9–6            | Комусуби востока 9–6                              | Сэкивакэ востока 8–7                              | Сэкивакэ востока 7–8                              | Комусуби востока 7–8                              | Маэгасира #1 востока 10–5 В★ |
| 2011 | Сэкивакэ востока 10–5 В            | Отмена басё 0–0–15                                | Сэкивакэ запада 8–7                               | Сэкивакэ запада 10–5                              | Сэкивакэ запада 12–3 В                            | Сэкивакэ востока 10–5 Т      |
| 2012 | Одзэки #3 запада 11–4              | Одзэки #2 востока 9–6                             | Одзэки #2 востока 11–4                            | Одзэки #1 востока 10–5                            | Одзэки #1 запада 10–5                             | Одзэки #1 запада 10–5        |
| 2013 | Одзэки #1 востока 10–5             | Одзэки #1 востока 10–5                            | Одзэки #1 востока 13–2                            | Одзэки #1 востока 10–5                            | Одзэки #1 востока 11–4                            | Одзэки #1 востока 13–2       |
| 2014 | Одзэки #1 востока 7–8              | Одзэки #2 востока 9–6                             | Одзэки #1 востока 13–2                            | Одзэки #1 востока 9–6                             | Одзэки #1 запада 9–6                              | Одзэки #1 запада 11–4        |
| 2015 | Одзэки #1 востока 11–4             | Одзэки #1 востока 9–6                             | Одзэки #1 востока 11–4                            | Одзэки #1 востока 10–5                            | Одзэки #1 запада 11–4                             | Одзэки #1 запада 10–5        |
| 2016 | Одзэки #1 востока 9–6              | Одзэки #1 запада 13–2                             | Одзэки #1 востока 13–2                            | Одзэки #1 востока 12–3                            | Одзэки #1 востока 10–5                            | Одзэки #1 запада 12–3        |
| 2017 | Одзэки #1 запада 14–1              | Ёкодзуна #2 запада 13–2–P                         | Ёкодзуна #1 востока 6–5–4                         | Ёкодзуна #2 востока 2–4–9                         | Ёкодзуна #2 востока Пропустил из-за травмы 0–0–15 | Ёкодзуна #2 востока 4–6–5    |
| 2018 | Ёкодзуна #1 запада 1–5–9           | Ёкодзуна #2 востока Пропустил из-за травмы 0–0–15 | Ёкодзуна #2 востока Пропустил из-за травмы 0–0–15 | Ёкодзуна #2 востока Пропустил из-за травмы 0–0–15 | Ёкодзуна #2 востока 10–5                          | Ёкодзуна #2 востока 0–5–10   |
| 2019 | Ёкодзуна #1 востока Отставка 0–4–0 | x                                                 | x                                                 | x                                                 | x                                                 | x                            |
| Результат приведен как победил-проиграл-снялся Победа Малый кубок Отставка Не выступал в макуути Специальные призы: Д=За боевой дух (Канто-сё); В=За выдающееся выступление (Сюкун-сё); Т=За техническое совершество (Гино-сё) Ещё показаны: ★=Кимбоси; P=Участие в дополнительном финале Лиги: Макуути — Дзюрё — Макусита — Сандаммэ — Дзёнидан — Дзёнокути Ранги макуути: Ёкодзуна — Одзэки — Сэкивакэ — Комусуби — Маэгасира |                                    |                                                   |                                                   |                                                   |                                                   |                              |